# Reuzensmaragdhagedis
De reuzensmaragdhagedis of balkansmaragdhagedis (Lacerta trilineata) is een hagedis uit de familie echte hagedissen (Lacertidae).

## Uiterlijke kenmerken
De reuzensmaragdhagedis bereikt een kopromplengte tot 16 centimeter exclusief de lange staart. De totale lichaamslengte kan meer dan 50 cm bedragen. Het is op de parelhagedis na de grootste hagedis die in Europa voorkomt. De bekendere oostelijke smaragdhagedis (Lacerta viridis) blijft gemiddeld iets kleiner.
De reuzensmaragdhagedis heeft net als de andere drie smaragdhagedissen een helder groene kleur, de mannetjes zijn vaak ongetekend en hebben soms een blauwe vlek aan de zijkant van de kop maar geen blauwe keel zoals de oostelijke smaragdhagedis (Lacerta viridis). De juvenielen en vaak ook de volwassen vrouwtjes hebben drie lichte lengtestrepen op de rug. De juvenielen van de smaragdhagedis hebben twee strepen en die van de reuzensmaragdhagedis drie; daaraan is ook de naam te danken; tri betekent drie, en lineata betekent lijn. In de praktijk kunnen ook reuzensmaragdhagedissen worden aangetroffen met vijf strepen en smaragdhagedissen met vier strepen. Ze zijn echter altijd uit elkaar te houden doordat er geen combinaties voorkomen.

## Levenswijze
De reuzensmaragdhagedis is een bodembewoner die overdag actief is. De hagedis neemt graag een zonnebad en is eenmaal opgewarmd erg snel. Bij onraad schiet de hagedis met veel geritsel in een ondiepe kuil in een haag of in spleten in muren. Op het menu staan insecten en andere ongewervelden, ook wel vogeleieren van op de bodem broedende vogels worden gegeten als de kans zich voordoet. Soms worden ook plantendelen zoals afgevallen vruchten gegeten.
De voortplanting vindt plaats in de lente, de eieren worden afgezet rond mei. Ze zijn wit van kleur en ongeveer 9 bij 17 millimeter groot. De acht tot negen eieren worden begraven in ondiepe kuiltjes. In het zuidelijke deel van het areaal wordt een tweede legsel geproduceerd.

## Verspreiding en habitat

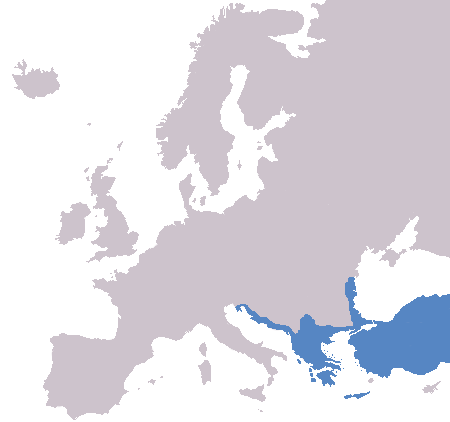
Verspreidingsgebied in blauw

De reuzensmaragdhagedis komt voor in zuidelijk Europa rond de Middellandse Zee, en is te vinden in de landen Macedonië, Servië, Bulgarije en Griekenland. Op de verspreidingskaart rechts is alleen het areaal binnen Europa weergegeven. De hagedis is een bodembewoner die in de nabijheid van vegetatie als beschutting ligt te zonnen op stenen in drogere gebieden. De habitat bestaat uit open plekken in bossen, heidevelden, zandduinen en graslanden, soms bij riviertjes en greppels. Er is enige tolerantie voor gebieden die door de mens zijn aangepast, zoals verwaarloosde agrarische streken, boomgaarden en erfscheidingsmuren.

### Beschermingsstatus
Door de internationale natuurbeschermingsorganisatie IUCN is de beschermingsstatus 'veilig' toegewezen (Least Concern of LC).

## Taxonomie en naamgeving
De reuzensmaragdhagedis werd voor het eerst in 1886 door Jacques von Bedriaga wetenschappelijk beschreven als ondersoort van de oostelijke smaragdhagedis; Lacerta viridis trilineata. Later werd de hagedis een eigen soort toebedeeld.

### Ondersoorten
Er zijn in totaal vier ondersoorten, die vaak een ander verspreidingsgebied hebben.De reuzensmaragdhagedis wordt verdeeld in de volgende ondersoorten, met de auteur en het verspreidingsgebied.

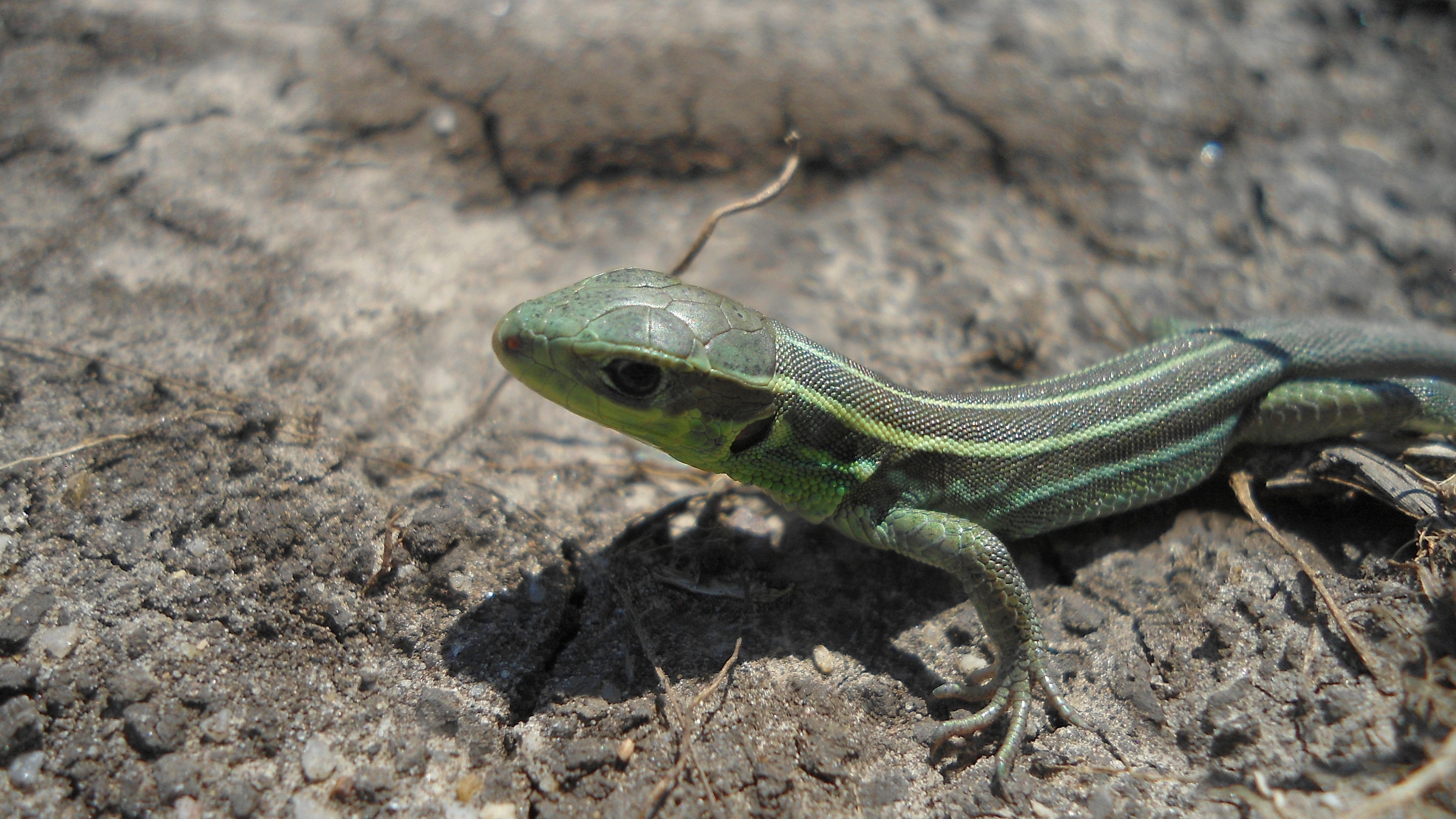
Een juveniel waarbij de strepen duidelijk zijn te zien.

| Naam                              | Auteur          | Verspreidingsgebied                  |
| --------------------------------- | --------------- | ------------------------------------ |
| Lacerta trilineata hansschweizeri | Müller, 1935    | Griekenland (Cycladen)               |
| Lacerta trilineata major          | Boulenger, 1887 | Griekenland (Corfu)                  |
| Lacerta trilineata polylepidota   | Wettstein, 1952 | Griekenland (Kreta)                  |
| Lacerta trilineata trilineata     | Bedriaga, 1886  | De rest van het verspreidingsgebied. |